# Inverclyde
Inverclyde (en gaélico escocés: Inbhir Chluaidh) es un concejo de Escocia (Reino Unido). Limita con los concejos de Renfrewshire, North Ayrshire y el Fiordo de Clyde. La capital administrativa es Greenock. Otras poblaciones importantes son Gourock y Port Glasgow.
Inverclyde pertenecía al antiguo condado de Renfrewshire hasta 1975. Desde ese año perteneció a la región de Strathclyde como el distrito de Inverclyde hasta que en 1996 volvió a modificarse la organización administrativa de Escocia y se formó el nuevo conejo de Inverclyde con el territorio del antiguo distrito.

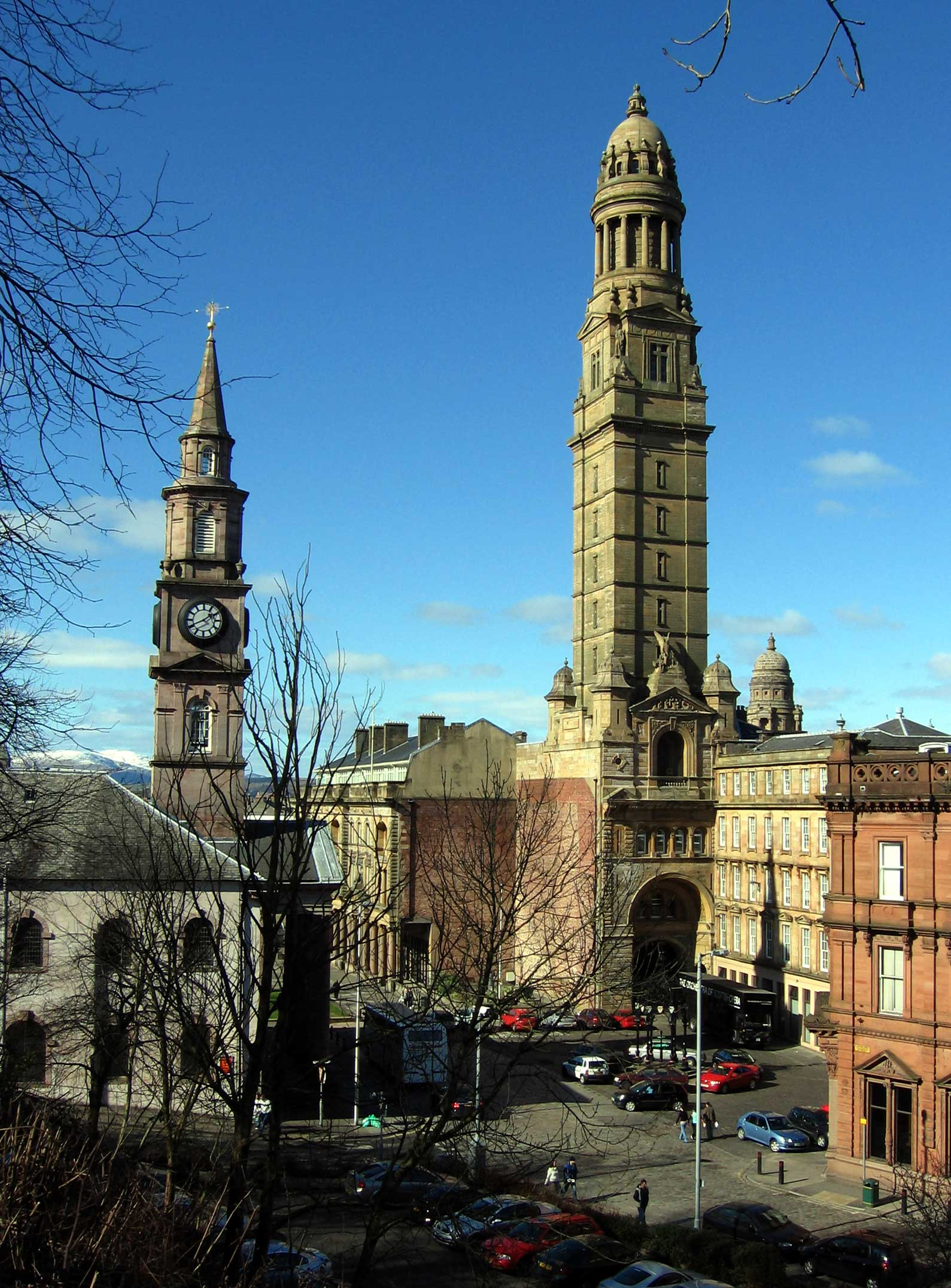
Sede del concejo de Inverclyde en la localidad de Greenock.

Inverclyde es, después de Glasgow, el segundo lugar del Reino Unido con menor expectativa de vida con una media de 70,3 años para los hombres y 78.1 para las mujeres, según un estudio de la Sociedad de Psicoterapia del Reino Unido realizado en 2006.

## Localidades con población (año 2016)
- Gourock 10,350
- Greenock 42,680
- Inverkip 3,490
- Kilmacolm 4,000
- Port Glasgow 14,620
- Quarrier's Village 730
- Wemyss Bay 2,430[6]